# Дадаев, Сайд-Эмин Муциевич
Саи́д-Эми́н Муциевич Дада́ев (род. 16 августа 1972 года в с. Кенхи) — чеченский полевой командир, приближенный Докку Умарова. В рядах боевиков известен под псевдонимом Сайд-Эмин. В период пребывания Президентом ЧРИ Докку Умарова Дадаев занимал пост министра финансов ЧРИ. По национальности — чеченец.

«После завершения первой военной кампании в Чечне, Дадаев работал в погранично-таможенной службе Ичкерии в Шаройском районе. Некоторое время он даже был одним из проводников Шамиля Басаева. В настоящее время, насколько нам известно, Дадаев находится в прямом подчинении у лидера боевиков Доки Умарова»— Представитель силовых структур
Формирование Саид-Эмина Дадаева причастно к терактам, диверсиям и нападениям на сотрудников силовых структур и военнослужащих. Так, установлено, что Дадаев со своей бандой осуществил нападение на мордовский ОМОН 7 ноября 2006 года. Причём данное нападение было экзаменом новобранцев банды. Наряду с этим Дадаеву, а точнее, его заместителю, инкриминировалась подготовка и совершение подрыва поезда «Невский экспресс» в 2007 году.
Саид-Эмин Дадаев находится в федеральном розыске с 30 июня 2005 года.